# Złodziej czasu
Złodziej czasu (ang. Thief of Time) – humorystyczna powieść fantasy Terry’ego Pratchetta, wydana w 2001 r. Jest to dwudziesta szósta część długiego cyklu Świat Dysku. Jako ostatnia ma na okładce grafikę Josha Kirby’ego. W Polsce książka ukazała się 11 września 2007 r. nakładem wydawnictwa Prószyński i S-ka (ISBN 978-83-7469-576-3). Jest to piąta część podcyklu o Śmierci.
Audytorzy Rzeczywistości (znani miłośnikom cyklu z Kosiarza i Wiedźmikołaja) namawiają młodego zegarmistrza, aby wykonał zegar idealny. Nie mówią mu jednak, że w ten sposób zostanie uwięziona dyskowa pani Czas (kolejna antropomorficzna personifikacja). Śmierć odkrywa plan Audytorów, ale ponieważ nie może przeciwdziałać sam, powierza tę misję swej wnuczce, Susan Sto Helit. W tym samym celu do Ankh-Morpork wybiera się dwóch Mnichów Historii...